# Turneul celor Patru Trambuline 2021-2022
Turneul celor Patru Trambuline 2021-2022 a fost un turneu de sărituri cu schiurile masculin programat să aibă loc în cele patru locuri tradiționale: Oberstdorf, Garmisch-Partenkirchen, Innsbruck și Bischofshofen situate în Germania și Austria, în perioada 29 decembrie 2021 și 6 ianuarie 2022.
Pe 3 ianuarie, au avut loc calificări la Innsbruck, dar vânturile puternice din 4 ianuarie au făcut imposibilă desfășurarea competiției conform programului. Turneul a continuat la Bischofshofen unde a avut loc etapa a treia pe 5 ianuarie (atât calificările, cât și competiția), iar etapa a patra pe 6 ianuarie (din nou, atât calificările, cât și competiția).

## Rezultate

### Oberstdorf
HS 137 Schattenbergschanze, Germania

29 decembrie 2021
| Loc | Nume                  | Naționalitate | 1a(m) | 2a (m) | Puncte | Puncte Total Turneu |
| --- | --------------------- | ------------- | ----- | ------ | ------ | ------------------- |
| 1   | Ryōyū Kobayashi       | Japonia       | 128,5 | 141,0  | 302,0  | 302,0               |
| 2   | Halvor Egner Granerud | Norvegia      | 132,0 | 133,0  | 299,2  | 299,2               |
| 3   | Robert Johansson      | Norvegia      | 135,5 | 131,0  | 298,6  | 298,6               |
| 4   | Marius Lindvik        | Norvegia      | 129,5 | 137,5  | 296,3  | 296,3               |
| 5   | Karl Geiger           | Germania      | 131,5 | 131,0  | 295,9  | 295,9               |

### Garmisch-Partenkirchen
HS 140 Große Olympiaschanze, Germania

1 ianuarie 2022
| Loc | Nume                | Naționalitate | 1a(m) | 2a (m) | Puncte | Puncte Total Turneu (în paranteză locul ocupat în clasamentul general) |
| --- | ------------------- | ------------- | ----- | ------ | ------ | ---------------------------------------------------------------------- |
| 1   | Ryōyū Kobayashi     | Japonia       | 143,0 | 135,5  | 291,2  | 593 (1)                                                                |
| 2   | Markus Eisenbichler | Germania      | 141,0 | 143,5  | 291,0  | 572 (4)                                                                |
| 3   | Lovro Kos           | Slovenia      | 135,5 | 138,0  | 286,0  | 576 (3)                                                                |
| 4   | Marius Lindvik      | Norvegia      | 138,0 | 138,0  | 283,7  | 580 (2)                                                                |
| 5   | Jan Hörl            | Austria       | 134,0 | 132,0  | 274,9  | 527 (9)                                                                |

### Bischofshofen (programat inițial la Innsbruck)
HS 140 Paul-Ausserleitner-Schanze, Austria

 5 ianuarie 2022
| Loc | Nume                  | Naționalitate | 1a(m) | 2a (m) | Puncte | Puncte Total Turneu |
| --- | --------------------- | ------------- | ----- | ------ | ------ | ------------------- |
| 1   | Ryōyū Kobayashi       | Japonia       | 137,0 | 137,5  | 291,3  | 884,5               |
| 2   | Marius Lindvik        | Norvegia      | 137,5 | 135,5  | 286,6  | 866,6               |
| 3   | Halvor Egner Granerud | Norvegia      | 135,5 | 135,5  | 282,4  | 845,8               |
| 4   | Karl Geiger           | Germania      | 133,0 | 136,0  | 280,8  | 841,7               |
| 5   | Manuel Fettner        | Austria       | 137,0 | 132,5  | 273,1  | 500,0               |

### Bischofshofen
HS 140 Paul-Ausserleitner-Schanze, Austria

 6 ianuarie 2022
| Loc | Nume                  | Naționalitate | 1a(m) | 2a (m) | Puncte | Puncte Total Turneu |
| --- | --------------------- | ------------- | ----- | ------ | ------ | ------------------- |
| 1   | Daniel Huber          | Austria       | 136,5 | 137,0  | 286,8  | 1069,9              |
| 2   | Halvor Egner Granerud | Norvegia      | 136,5 | 136,0  | 282,4  | 1128,2              |
| 3   | Karl Geiger           | Germania      | 140,5 | 132,0  | 281,9  | 1123,6              |
| 4   | Yukiya Satō           | Japonia       | 139,0 | 134,5  | 281,1  | 1064,7              |
| 5   | Ryōyū Kobayashi       | Japonia       | 133,5 | 133,5  | 277,8  | 1162,3              |

### Clasament General
Clasamentul general după desfășurarea a patru concursuri.
| Loc | Nume                  | Naționalitate | Oberstdorf (final) | Garmisch-Partenkirchen (final) | Bischofshofen (1) (final) | Bischofshofen (2) (final) | Puncte Total Turneu |
| --- | --------------------- | ------------- | ------------------ | ------------------------------ | ------------------------- | ------------------------- | ------------------- |
| 1   | Ryōyū Kobayashi       | Japonia       | 302,0 (1)          | 291,2 (1)                      | 291,3 (1)                 | 277,8 (5)                 | 1.162,3             |
| 2   | Marius Lindvik        | Norvegia      | 296,3 (4)          | 283,7 (4)                      | 286,6 (2)                 | 271,5 (10)                | 1.138,1             |
| 3   | Halvor Egner Granerud | Norvegia      | 299,2 (2)          | 264,2 (8)                      | 282,4 (3)                 | 282,4 (2)                 | 1.128,2             |
| 4   | Karl Geiger           | Germania      | 295,9 (5)          | 265,0 (7)                      | 280,8 (4)                 | 281,9 (3)                 | 1.123,6             |
| 5   | Markus Eisenbichler   | Germania      | 281,1 (7)          | 291,0 (2)                      | 270,3 (8)                 | 275,2 (8)                 | 1.117,6             |
| 6   | Robert Johansson      | Norvegia      | 298,6 (3)          | 261,2 (13)                     | 270,4 (7)                 | 277,7 (6)                 | 1.107,9             |
| 7   | Lovro Kos             | Slovenia      | 289,5 (6)          | 286,0 (3)                      | 243,9 (25)                | 273,6 (9)                 | 1.093,0             |
| 8   | Jan Hörl              | Austria       | 252,4 (17)         | 274,9 (5)                      | 273,1 (6)                 | 275,3 (7)                 | 1.075,7             |
| 9   | Daniel Huber          | Austria       | 269,0 (8)          | 257,1 (16)                     | 257,0 (13)                | 286,8 (1)                 | 1.069,9             |
| 10  | Yukiya Satō           | Japonia       | 252,8 (16)         | 267,9 (6)                      | 262,9 (10)                | 281,1 (4)                 | 1.064,7             |

## Legături externe
- de Site web oficial